# Generalizzazione (UML)

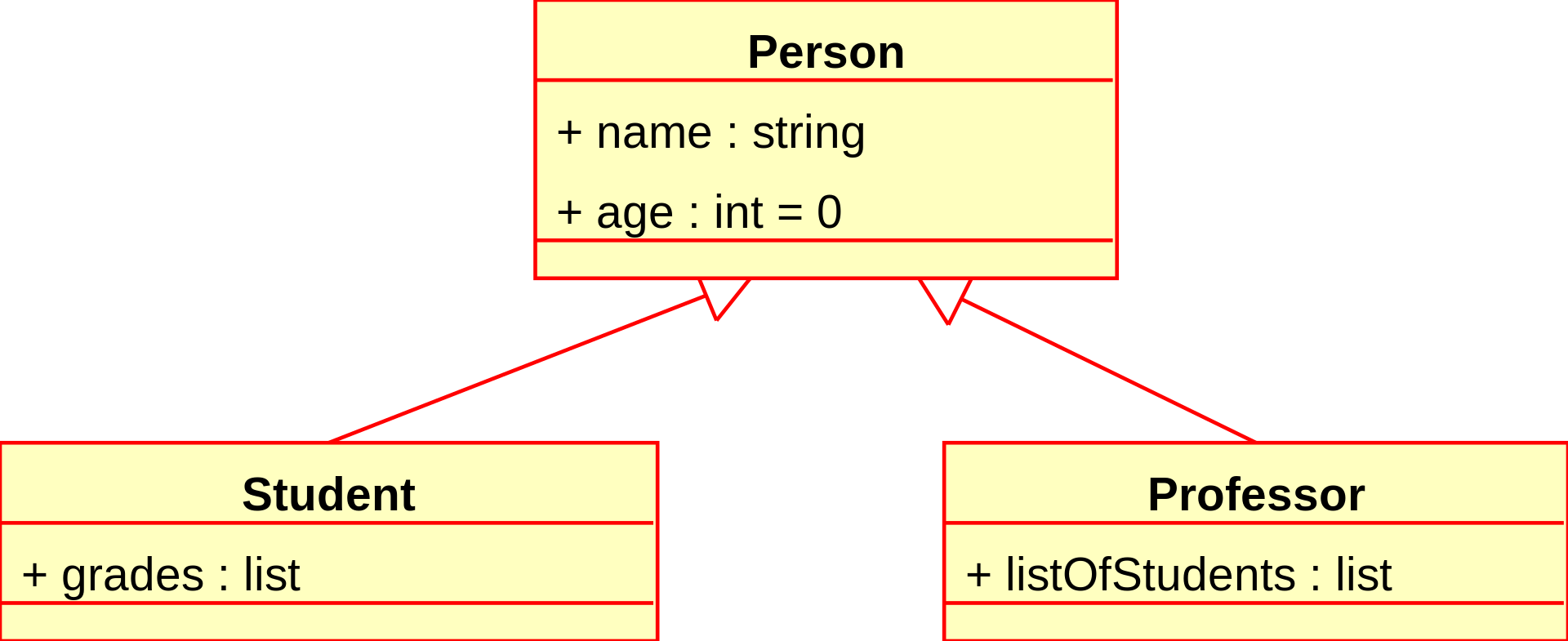
Esempio di generalizzazione: Persona è la superclasse, Studente e Professore sono le sottoclassi.

Nell'UML, con generalizzazione si fa riferimento al concetto di ereditarietà tra superclasse e sottoclasse, ovvero una sottoclasse viene considerata una specializzazione della più generica superclasse.
Nell'esempio mostrato in figura, possiamo osservare come la superclasse Persona è una generalizzazione, mentre le sue due sottoclassi Studente e Professore vengono considerate delle specializzazioni che rispettano i concetti base dell'ereditarietà, ovvero ereditano i metodi della superclasse, e possono essere considerati istanze di essa.